# Folsomides deserticolus
Folsomides deserticolus är en urinsektsart som beskrevs av Charles Thorold Wood 1970. Folsomides deserticolus ingår i släktet Folsomides och familjen Isotomidae. Inga underarter finns listade i Catalogue of Life.